# بلمونت (سیگار)
بلمونت  (به انگلیسی: Belmont) یک برند سیگار ایجاد شده در کانادا است؛ که در حال حاضر توسط آلتریا تولید می‌شود. این برند در سال اوایل دهه 1960s پایه‌گذاری گردید.